# ديزج (أرومية)
ديزج (بالكردية: دزێ) هي إحدى القرى التابعة لـمرغور في ريف قسم سيلوانه من مقاطعة أرومية، في محافظة أذربیجان الغربیة الإيرانية.

## السكان
حسب إحصاءات سنة 2006، بلغ إجمالي السكان في دزيه 3440 نسمة وعدد المساكن 634 مسكن. لغة سكان دزيه هي اللغة الكردية و هم من أهل السنة والجماعة والمذهب الشافعي.